# Trifolium dichroanthoides
Trifolium dichroanthoides är en ärtväxtart som beskrevs av Karl Heinz Rechinger. Trifolium dichroanthoides ingår i släktet klövrar, och familjen ärtväxter. Inga underarter finns listade i Catalogue of Life.